# Laboratoires Anios
Pour les articles homonymes, voir Anios (homonymie).
 (avril 2012).
Les Laboratoires Anios sont une entreprise Américaine basée en France spécialisée dans l'hygiène et la désinfection professionnelle.

## Histoire
- 1898 : Alors que Pasteur prouve l'importance des microbes pour la fabrication de la bière, puis a démontré l'importance de la lutte contre les infections microbiennes pour la santé, et que l'hygiénisme s'étend rapidement dans le monde (médical notamment[2]), Fernand Collet Delval crée, sur le site de Lille, la société Anios, spécialisée dans la fabrication de désinfectants destinés aux brasseries.
Commercialisation de produits antimicrobiens à base de sels de vanadium.
- 1918 : René Coller, fils de Fernand Collet Delval prend la suite et installe la société sur le site de Saint-André.
- 1953 : Odette Collet prend la suite de son mari.
- 1968 : Luce Letartre-Collet, petite fille du fondateur, prend la direction de la société. Elle appuiera le développement de l’entreprise sur un partenariat avec l’Institut Pasteur de Lille et le conseil scientifique du Professeur Henri Beerens.
Commercialisation du premier produit basé sur une synergie d’aldéhydes et d’ammoniums quaternaires.
- 1974 : Thierry Letartre développe une nouvelle activité capitale : le secteur hospitalier.
- 1982 : Bertrand Letartre préside les Laboratoires Anios.
- 1986 : nouveau département, DMD (cabinets médico-dentaires).
- 1989 : installation du nouveau site sur Lille-Hellemmes.
- 1994 : nouveau département, HYDENET (collectivités).
- 1995 : certification ISO 9002.
- 1996 : AIR LIQUIDE SANTE INTERNATIONAL entre dans le capital Anios.
Certification EN 46002 (Marquage CE Dispositifs médicaux).
- 2000 : inauguration du 2e site à Sainghin-en-Mélantois, spécialisé dans la logistique.
- 2001 : certification ISO 9001 v.2000.
- 2002 : rachat de la division hygiène des Laboratoires Péters, création des Laboratoires Stéridine.
- 2004 : Anios exporte dans plus de 60 pays.
- 2005 : rachat des Laboratoires FARMEC (Vérone - Italie).
- 2006 : rachat d'Unident S.A. (Genève - Suisse)
Ouverture d'une seconde usine de production sur le site de Sainghin-en-Mélantois.
- 2008 : mise en place de l'engagement ANIOSAFE.
- 2009 : le site de Sainghin-en-Mélantois, usine éco-gérée, obtient la certification ISO 14001 – OHSAS 18001.
- 2010 : construction du centre de recherche sur le site de Sainghin, regroupant tous les laboratoires de recherche dotés des dernières technologies.
- 2013 : en décembre, le groupe Air liquide cède sa participation majoritaire à un consortium composé de Bertrand Letartre, Thierry Letartre et Ardian, société française de capital-investissement[3].
- 2014 : Anios rachète la société Soluscope qui conçoit et fabrique des laveurs-désinfecteurs pour endoscopes à destination du monde hospitalier[4].
- 2017 : Ecolab rachète Anios
- 2019 : Comme les autres fabricants de biocides, Anios doit faire face à l'émergence d'une baisse de sensibilités de nombreuses souches microbiennes vis-à-vis des biocides désinfectants.  Ainsi en novembre 2019, les Laboratoires Anios ont été confrontés selon l'ANSM à la contamination par une bactéries (Burkholderia cepacia) de plusieurs lots de du désinfectants Surfa’safe premium' (et de ses déclinaisons : BACCIDE KIT PRO ; ECI MND PREMIUM ; INTRUNET SURFA SAFE ; PREMIUM S; URFA'SAFE PREMIUM ; DENTASEPT SH PRO ;  KIT FLACON ; KLINION DESINFECTANT ; NORMOBIOT PS NF ; VAPOSEPT ZERO[5]) ; et au même moment, à une contamination (par la bactérie Pseudomonas oryzihabitans) du biocide "Opaster Anios" a été signalée[6],[7]. Ces produits doivent jusqu'à nouvel ordre ne plus être utilisés[5]. Ils sont rappelés dans le monde entier par le fabricant. Des lots d’une vingtaine d'autres types de produits ont été testés, sans traces de ces bactéries, néanmoins l'l'ANSM par précaution recommande de ne pas utiliser ces produits dans l'environnement de populations à risque déficience immunitaire ou d'affaiblissement immunitaire[5]. Ces deux bactéries sont des souches résistantes de bactéries opportunistes[5]. La contamination viendrait du circuité d'eau de l'usine de Sainghin-en-Mélantois, qui a été stoppée et ne pourra redémarrer qu'après autorisation de l'ANSM[5]. L'apparition de souches de bactéries et de virus résistantes aux biocides (antibiorésitantes notamment), favorisées par un usage excessif ou inapproprié (par exemple l'introduction de biocides dans les produits nettoyants du sol ne présente pas d'intérêt[8]) est une source de péoccupation pour les autorités chargées de l'environnement, des questions de santé environnementale et des praticiens[9],[10].

## Métiers
La société met sur le marché plusieurs dizaines de produits chimiques biocides , au service des métiers suivant :
- Hôpital, stérilisation centrale, blocs opératoires, salles blanches, salles de soins, chambres, ambulances, VSAB, urgences, service d'endoscopie, radiologie, médecine nucléaire, filtration de l'eau, lavabos chirurgicaux…
- Cabinets médicaux et dentaires, médecins généralistes et spécialistes (biologistes, gastro-entérologues, radiologues…), chirurgiens dentistes, sages femmes, infirmières, kinésithérapeutes, podologues.
- Collectivités et Professionnels, maisons de retraites, crèches, cafés, hôtels, restaurants, boulangeries, boucheries, mairies…

## Exemples de produits
- Surfa’safe premium : ce désinfectant est très utilisé en milieu médical (hôpitaux, cabinets médicaux, etc …) pour les surfaces et  dispositifs médicaux non invasifs[5].
- Opaster Anios : Ce biocide, dit "de haut niveau" sert à désinfecter certains dispositifs médicaux invasifs (matériel chirurgical, endoscope)[5]. Il a un usage "très limitée" en France en 2019 selon l'ANSM[5].